# Френсіс Перкінс
Френсіс Перкінс (англ. Frances Perkins; 10 квітня 1880 — 14 травня 1965), при народженні Фанні Коралі Перкінс (Fannie Coralie Perkins) — перша жінка в кабінеті міністрів США і міністр праці США з 1933 по 1945.
Як справжня прихильниця свого друга, президента Франкліна Рузвельта, вона сприяла йому у просуванні Нового курсу у сферах праці та соціального захисту. Вона і міністр внутрішніх справ США Гарольд Ікес були єдиними членами кабінету Рузвельта, які пропрацювали там протягом усього терміну його президентства. 
На посаді міністра праці Перкінс встановила допомогу з безробіття, пенсії для багатьох літніх американців, які не мали права на захист, і соціальну допомогу для найбідніших американців. Вона намагалася зменшити кількість нещасних випадків на виробництві та допомогла розробити закони проти дитячої праці. Встановила перші закони про мінімальну заробітну плату та понаднормову роботу для американських робітників і визначила стандартний сорокагодинний робочий тиждень. Вона сформувала урядову політику щодо роботи з профспілками та допомогла пом'якшити страйки через Службу примирення Сполучених Штатів .

## Біографія

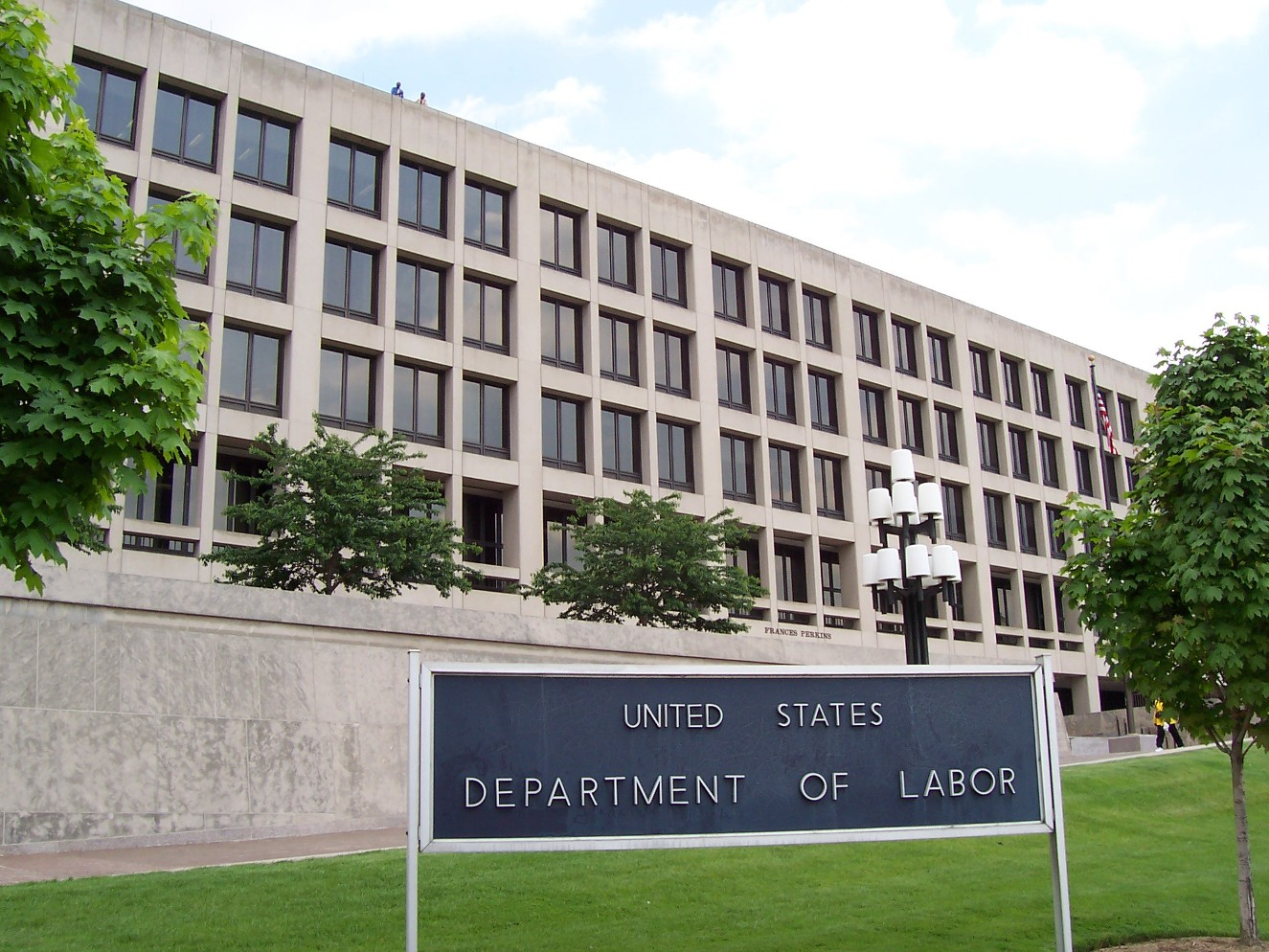
Френсіс-Перкінс-Білдінг, будівля міністерства праці в Вашингтоні, округ Колумбія

Перкінс народилася у Бостоні, штат Массачусетс, у сім'ї Сьюзен Бін Перкінс і Фредеріка У. Перкінса, власника бізнесу, пов'язаного з торгівлею канцелярськими товарами (її батьки були родом зі штату Мен). Більшу частину свого дитинства вона провела в Вустері. При хрещенні отримала ім'я Фанні Коралі Перкінс, але пізніше змінила своє ім'я на Френсіс.
Перкінс навчалася у класичній школі Вустера. Закінчила коледж Маунт Холіок зі ступенем бакалавра у 1902 році і Колумбійський університет зі ступенем магістра з соціології в 1910 році. Деякий час була соціалісткою, але потім перейшла до Демократичної партії .
Цікаво, що будучи членом кабінету міністрів, вона проживала у будинку відомої американської громадської діячки Флоренс Харриман .
Її ім'я носить будівля міністерства праці США .